# Rigsar

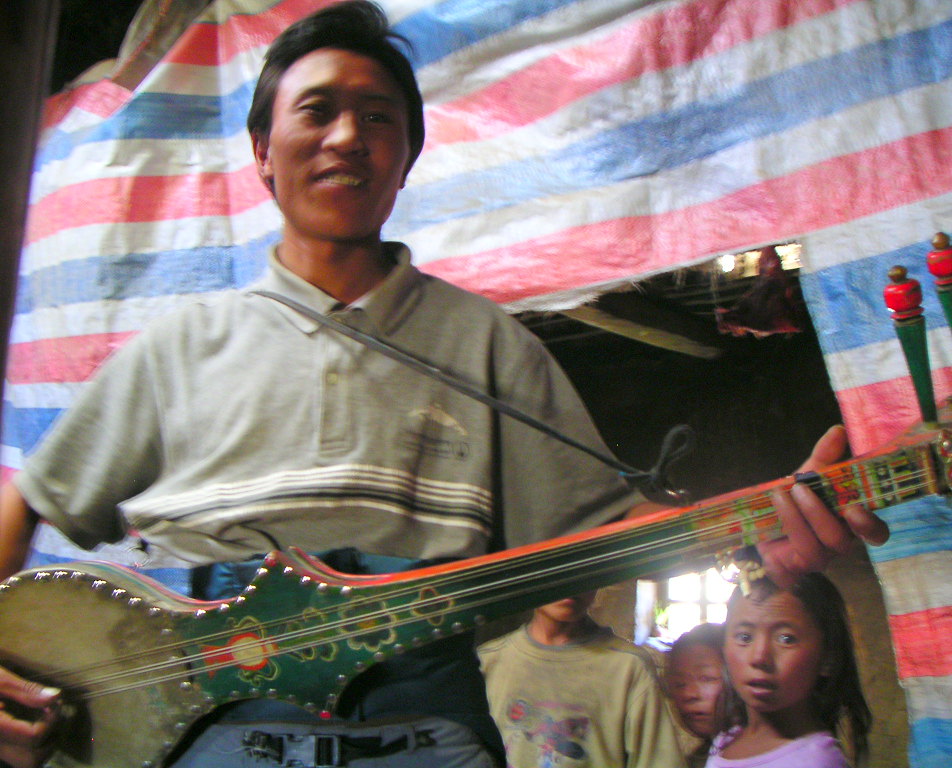
Tibetischer Dranyen-Spieler.

Rigsar (bhutanisch རིག་གསར་; Wylie: rig-gsar, „neue Idee“) ist ein populärer Musikstil in Bhutan. Rigsar wurde ursprünglich auf einer Langhalslaute dramnyen gespielt und stammt aus den späten 1960er Jahren. Es ist im Gegensatz zum Zhungdra ein Popmusik-Stil. Das erste Rigsar-Lied, Zhendi Migo, war eine Kopie des beliebten Bollywood-Filmlieds Sayonara aus dem Film Love in Tokyo. Rigsar-Lieder können in mehreren Sprachen verfasst sein, darunter auch in Tshangla (Sharchopkha).
Die traditionelle Zupflaute dramnyen mit bis zu sieben Saiten wurde für den Einsatz in der Popmusik durch weitere Saiten zur rigsar dramnyen entwickelt. Die rigsar drannyen hat 15 Saiten, zwei Stege und einen zusätzlichen Satz Stimmwirbel.

## Geschichte
Die Popularität von Rigsar wuchs in den 1970er Jahren stetig, als sich die moderne Form des Genres entwickelte; Dasho Thinley, ein Lehrer und Komponist, sang das Lied „Dorozam“, welches sehr stilbildend war. Rigsar wurde 1981 populär, als Shera Lhendup mit dem Lied „Nga khatsa jo si lam kha lu“ zur Pop-Ikone wurde. Sein Lied Ngesem Ngesem (1986) war ebenfalls populär und das erste, in welchem Synthesizer zum Einsatz kamen. Gegen Ende der 1980er Jahre nahm die Popularität von Rigsar ab, bis Norling Drayang aufkam, ein sehr produktives Plattenlabel, welches mehr als 130 Alben veröffentlicht hat. Norlings Durchbruch war das Album „Pangi Shawa“, welches den Boden für zukünftige Entwicklungen bereitete. In den frühen 1990ern entstand eine Rigsar-Industrie. Drayang machte das Genre wieder populär und es wurden weitere elektronische Elemente hinzugefügt. Moderne Rigsar-Aufnahmen verwenden oft elektronische Annäherungen an Schlagzeug und Gitarre.
Suresh Moktan veröffentlichte 1996 sein Album New Waves, das umsatzstärkste bhutanische Album. Mittlerweile kritisiert er jedoch Rigsar als unmusikalisch. Andere kritisieren das Genre, weil es repetitiv, simpel und meist eine Kopie populärer indischer Lieder sei.